# Цисык, Квитка
Кви́тка Ци́сык, полное имя Квитослава-Орыся Цисык (укр. Квітка Цісик, также англ. Kacey Cisyk от инициалов К. С.; 4 апреля 1953 Куинс, Нью-Йорк — 29 марта 1998 Манхэттен, Нью-Йорк) — американская певица украинского происхождения, популярная исполнительница рекламных джинглов в США, оперная и блюзовая певица, исполнительница украинских народных и популярных песен. Песня «You Light Up My Life», которую она исполнила для одноимённого фильма, в 1978 году получила премию «Оскар» и «Золотой глобус» в категории «Лучшая песня к фильму», а также номинировалась на премию «Грэмми» в категории «Песня года».

## Биография

### Детство и юность
4 апреля 1953 года в нью-йоркском районе Куинс в семье Иванны (девичья фамилия — Лев) и Владимира Цисык, послевоенных эмигрантов из Западной Украины, родилась девочка, которую назвали Квиткой. Её имя по-украински значит «цветок». Пятилетняя Квитка освоила скрипку, помогал в этом отец — концертирующий скрипач, который учился во Львовской консерватории и затем преподавал в украинском музыкальном институте Америки. Получила образование по классу вокала в Mannes School of Music. Аккомпанировала Квитке её сестра Мария (рождённая в лагере для перемещённых лиц в Германии в 1945 году). Мария Цисык — пианистка, была директором консерватории в Сан-Франциско, вела мастер-классы в Карнеги-холле.

Квитка (Кейси) Цисык в Денвере, Колорадо, 1989 год

Кроме игры на скрипке, Квитка Цисык осваивала сценическое искусство в балетной школе известной балерины Ромы Приймы-Богачевской.
Квитка Цисык стала популярной благодаря своим двум альбомам с украинскими песнями — «Kvitka — Songs of Ukraine» и «Kvitka — Two Colors». Оба этих альбома были семейными проектами. Её муж, Эд Ракович (Ed Rakowicz), инженер звукозаписи, продюсировал их; сестра, Мария Цисык, играла на пианино, а мать, Иванна, следила за чистотой произношения дочери.
В 1983 с матерью Квитка посетила Украинскую ССР, а после провозглашения независимости Украины мечтала дать серию концертов на родине. Но её мечты не осуществились. 29 марта 1998 года, не дожив 6 дней до своего 45-летия, она умерла от рака груди.

## Память
В 2008 году к десятилетию со дня смерти украинский телеканал «Интер» снял программу, посвященную певице. В Киеве и Нью-Йорке состоялись вечера памяти «Незабутня Квітка» (Незабываемая Квитка).
В 2009 году Министерство культуры и туризма Украины провело подготовку к Международному фестивалю-конкурсу украинской песни памяти Квитки Цисык «Квітка». Его первый этап прошёл в рамках III Фестиваля украинской культуры в США.
22 января 2010 года в День Соборности во Львове открыли мемориальную доску, которая установлена на фасаде дома № 8 по ул. Глубокой, где жила семья певицы до 1944 года. 25 июня того же года именем Квитки Цисык во Львове была названа улица.
1-3 апреля 2011 года во Львовской филармонии проходил Международный конкурс украинского романса им. Квитки Цисык, в котором победила львовянка Оксана Муха. 4 апреля открылся музей Квитки Цисык, который находится в помещении львовской школы № 54, названной в её честь.
К 60-й годовщине со дня рождения певицы украинский телеканал «Интер» снял документальный фильм «Квитка. Голос в единственном экземпляре». Авторы фильма исследовали феномен певицы. О ней рассказывают родные и близкие: муж Эд Ракович, сын Эдди, семья из Львова, люди, с которыми она работала, её поклонники. Допремьерный показ фильма, который прошёл 4 апреля 2013 года, посетили тысячи людей в Киеве, Львове, Тернополе, Ивано-Франковске, Одессе, Луганске и Черновцах. Фильм вышел в эфире телеканала «Интер» 5 апреля 2013 года. Благодаря спутниковому вещанию миллионы людей смогли посмотреть фильм не только на Украине, но и в России, странах Европы и Северной Америки.

## Альбомы
- «Songs of Ukraine» (Песни Украины), 1980 год;

Vershe, mij vershe, Kasey (Kvitka) Cisyk`s album «Songs of Ukraine» — 5:05
- «Two Colors» (Два цвета), 1989 год;

«Two Colors» from Kvitka Cisyk’s album «Two Colors» — 5:12
- «You Light Up My Life (Original Sound Track)» (1977)

Виниловая пластинка, сборник саундтреков к одноимённому фильму. Общее время звучания — 26:18
| Внешние медиафайлы | Внешние медиафайлы                                          |
| Аудиофайлы         | Аудиофайлы                                                  |
| ------------------ | ----------------------------------------------------------- |
|                    | A1 «You Light Up My Life» — 3:35                            |
|                    | A2 «The Morning of My Life» — 1:50                          |
|                    | A3 «It's a Long Way From Brooklyn» — 1:38                   |
|                    | A4 «Phone Calls» (Joe Brook) — 1:47                         |
|                    | A5 «You Light Up My Life (Instrumental)» (Joe Brook) — 3:02 |
|                    | B1 «Rolling the Chords» — 2:52                              |
|                    | B2 «Do You Have a Piano?» — 3:32                            |
|                    | B3 «Ride to Chris' House» (Joe Brook) — 0:59                |
|                    | B4 «California Daydreams» (Joe Brook) — 3:28                |
|                    | B5 «You Light Up My Life» — 3:35                            |
| Видеофайлы         |                                                             |
|                    | «You Light Up My Life» (студийная запись песни)             |